# Щури
Щури (укр. Щурі) — посёлок, входит в Тульчинский район Винницкой области Украины.
Население по переписи 2001 года составляло 13 человек. Почтовый индекс — 23623. Телефонный код — 4335. Занимает площадь 0,07 км². Код КОАТУУ — 524383303.

## Местный совет
23623, Вінницька обл., Тульчинський р-н, с. Копіївка, вул. Суворова, 1